# Итсизм
Итси́зм (нидерл. ietsisme [itsˈɪsmə] от нидерл. iets [its] «что-то, кое-что, что-нибудь») — термин, обозначающий веру в существование некой неопределённой трансцендентной реальности («что-то есть»), при этом предполагающий отсутствие принятия и поддержки каких-либо систем верований, доктрин, догм и концепции Бога какой бы то ни было отдельно взятой религии.

## Определения
Возможно, что первое упоминание этого слова было в нидерландском «Социально-культурном отчёте» 1996 года, (нидерл. Sociaal en Cultureel Rapport 1996). В ноябрьском издании периодического философского журнала «Filosofie Magazine» того же года в статье «Вот, идут Итсисты», сообщалось:

Всё меньше людей проявляют интерес к церкви. Количество людей, верующих в «неизвестную, высшую силу» увеличивается; начиная с 1991 года, c 2 % до 22 % (по данным «Социально-культурного отчёта» за 1996 год). Это национальная эпидемия. Типичный ответ итсиста на вопрос: «Верите ли вы в общепринятого христианского бога?» будет: «Нет, но должно же быть что-то…».
Опрос общественного мнения, проводимый нидерландской ежедневной газетой «Trouw» в октябре 2004 года, указал на то, что приблизительно 40 % его читателей чувствуют себя именно «итсистами».
Выражение стало известным в Нидерландах после того, как политический обозреватель Рональд Пластерк (нидерл. Ronald Plasterk; в 2007—2010 годах — министр образования, культуры и науки Нидерландов) использовал его[когда?] как основную тему телевизионной программы «Buitenhof». Но, по всей вероятности, слово существовало и до этой программы.
В отличие от традиционных агностиков, которые склонны рассматривать вещи более скептически, «не веря в то, что неизвестно», итсисты считают, что, «возможно, есть что-то намного больше, чем то, что мы можем знать». Бог в этой форме религиозного либерализма может представляться либо как некая сущность, которая существует вне мира, либо как коллективная сила, существующая в пределах мира.
В октябре 2005 года слово «итсизм» было включено в четырнадцатый выпуск голландского словаря «ван Дале» (нидерл. Dikke Van Dale). В английский язык этот термин проник как заимствование из голландского. В русском языке есть термин «внеконфессиональный верующий».
По мнению кандидата исторических наук А. В. Ткаченко, итсизм является основной неосознанной формой религиозных представлений молодых москвичей.